# Zawalidroga (szczyt)
Zawalidroga (niem. Querberg) – szczyt (764, 761 m n.p.m.) w południowo-zachodniej Polsce, w Sudetach Środkowych.
Dwuwierzchołkowy szczyt położony w środkowej części Gór Sowich, zbudowany z prekambryjskich paragnejsów i migmatytów, porośnięty lasem bukowo-świerkym. 